# Voltago Agordino
Voltago Agordino là một làng ở tỉnh Belluno, vùng Veneto ở đông bắc Italia. Vị trí đô thị này khoảng 100 km về phía bắc của Venice và khoảng 20 km về phía tây bắc của Belluno. Tại thời điểm ngày 31 tháng 12 năm 2004, đô thị này có dân số 973 và diện tích 23,0 km².
Voltago Agordino giáp các đô thị: Agordo, Gosaldo, Rivamonte Agordino, Taibon Agordino và Tonadico.